# Dociostaurus maroccanus
Espèce
Dociostaurus maroccanus, le Criquet marocain, est une espèce d'insecte de la famille des Acrididae.

## Description
Cette espèce de taille moyenne vit sur le pourtour méditerranéen, dans des milieux secs, pauvres, souvent dégradés par le surpâturage intensif. Certaines années météorologiquement favorables permettent la pullulation de l'espèce, le changement de phase puis la formation des bandes larvaires et des essaims. Cet acridien constitue alors une menace importante pour les pâturages et les cultures.